# Perevalsk
Perevalsk (en ukrainien : Перевальськ ; en russe : Перевальск) est une ville minière de l'oblast de Louhansk, en Ukraine, et le centre administratif du raïon de Perevalsk. Sa population s'élevait à 25 941 habitants en 2013.

## Géographie
Perevalsk est limitée au nord par la ville d'Altchevsk et se trouve à 41 km — 45 km par la route — au sud-ouest de Louhansk, en Ukraine.

## Histoire
Perevalsk est fondée en 1889 : c'est d'abord la cité minière de Selezniovski Roudnik (en russe : Селезнёвский рудник). En 1938, elle est rebaptisée Parkommouna (Паркоммуна) en mémoire de la Commune de Paris. En 1964, elle reçoit son nom actuel et devient le centre administratif du nouveau raïon de Perevalsk.
Depuis 2014, Perevalsk est administré dans le cadre de la république populaire de Lougansk.

## Patrimoine
La ville possède des bâtiments industriels qui présentent une valeur architecturale et historique : bâtiment de l'atelier « électricité » de l'usine réparation mécanique (1914), bâtiments du quartier des boulangeries (début du XXe siècle), bâtiments de la mine « Perevalskaïa ».

## Population
| 1923   | 1926   | 1939    | 1959    | 1970    | 1979    |
| ------ | ------ | ------- | ------- | ------- | ------- |
| 2 719* | 3 401* | 21 071* | 32 385* | 33 208* | 33 004* |

| 1989    | 2001    | 2010   | 2011   | 2012   | 2013   |
| ------- | ------- | ------ | ------ | ------ | ------ |
| 31 989* | 29 665* | 26 307 | 26 132 | 26 037 | 25 941 |

## Économie
L'économie de Perevalsk repose sur l'extraction du charbon réalisée par l'entreprise d'État Louganskougol dans les mines « Oukraïna », « Perevalskaïa », et sur la production de matériaux de construction.